# Leucispa
Leucispa is een geslacht van kevers uit de familie bladkevers (Chrysomelidae).
De wetenschappelijke naam van het geslacht werd in 1875 gepubliceerd door Félicien Chapuis.

## Soorten
- Leucispa odewahnii (Baly, 1869)